# Sandbanke
En sandbanke er en ansamling af sand eller grus i en flod, et floddelta eller marint terræn (fx ved kysten). Banken kan være med eller uden vegetation og være vedvarende dækket af vand. Størrelsen kan variere fra nogle meters længde til flere kilometer som det er tilfældet for barriereøer, der findes langs en hel kystlinje. Søkort markerer sådanne landformer som grunde, men det kan være vanskeligt at angive deres position, da de ofte flytter sig. De vandrer ved at de eroderes på den ene side, og samtidig øges på den anden side. Langstrakte sandbanker, ofte langs kysten, kaldes revler.
Sandbanke er en Natura 2000-naturtype med betegnelsen 1110 Sandbanker med lavvandet vedvarende dække af havvand 

## Dannelsesforhold
Sandbanker dannes af tidevand, vandbølger eller strømme fra floder o.l.

## Eksempler
Sandbanker er almindelige i de danske farvande, bl.a. syd for Læsø og omkring Vejrø i Kattegat, ud for Vadehavet, syd for Amager og langs sydkysten af Lolland .
- Galveston Island, Texas, USA
- Sankt Peter-Ording – Seebad i Tyskland